# 官高站
官高站是一个京通铁路上的铁路车站，位于北京市昌平区南邵镇，建于1976年，目前为四等站，邮政编码为102200。目前客运：办理旅客乘降；行李、包裹托运；货运：办理整车、零担货物发到。